# Lamia (Geliebte des Themistokles)
Lamia war eine im 5. Jahrhundert v. Chr. lebende athenische Hetäre. Laut einer bei Athenaios erhaltenen Überlieferung des gerne pikante Klatschgeschichten erzählenden Idomeneus von Lampsakos, eines Schülers von Epikur, fuhren angeblich Lamia und drei weitere ihrer Standesgenossinnen mit dem athenischen Feldherrn und Politiker Themistokles in einem Viergespann auf den Markt. Aus dem Text des Idomeneus sei aber laut Athenaios nicht klar ersichtlich gewesen, ob die vier Hetären selbst die Kutsche zogen oder ob sie bei Themistokles saßen und sich von Pferden ziehen ließen.